# مصر في الألعاب الأولمبية الصيفية 2004
مصر شاركت في الألعاب الأولمبية الصيفية 2004 التي أقيمت في اثينا، اليونان في الفترة بين 13 - 29 أغسطس 2004 .

## جدول الميداليات
| المتوجون     | الرياضة            | الاختصاص        | ذهبية | فضية | برونزية |
| ------------ | ------------------ | --------------- | ----- | ---- | ------- |
| كرم جابر     | المصارعة الرومانية | 96 كغم رجال     | 1     | 0    | 0       |
| محمد علي رضا | الملاكمة           | وزن فوق الثقيل  | 0     | 1    | 0       |
| محمد السيد   | الملاكمة           | وزن الثقيل      | 0     | 0    | 1       |
| أحمد إسماعيل | الملاكمة           | وزن خفيف الثقيل | 0     | 0    | 1       |
| تامر بيومي   | التايكوندو         | 58 كغم رجال     | 0     | 0    | 1       |